# Pilgrimsleden i västra Värmland
Pilgrimsleden i västra Värmland var under medeltiden en vallfartsväg i Eidskog som anslöt till andra pilgrimsleder till Nidaros (nuvarande Trondheim).
Följande sträckning har upprustats, markerats och kartlagts i kartbok i skala 1:50 000 av Lokala utvecklingsgruppen i EU:s stödområde Mål 5b Västra Sverige: 
Blomsjön / Ömmeln / Gillbergsjön – Saxebyn – Eidskog / Morokulien.
Vid Norra Yxesjöns södra strand, i Koppom i Eda kommun, finns en gammal kapellplats från tiden för pilgrimstidens vandringar till Nidaros, med kors och altare. Den heter Eskoleia Uligama. Eskoleia står för Eidskogsleden och Uligama står för Heliga Lekamen. Där hålls friluftsgudstjänst en gång per år.
Som modern vandringsled sträcker den sig från Högsäter vid norska gränsen förbi Skillingmark och Järnskog, genom Glaskogens naturreservat. På Dalboredden, söder därom, ansluter leden till Pilgrimsleden i Dalsland.  